# Michael Dugan
Pour les articles homonymes, voir Dugan.
Michael Dugan est un acteur américain, né à Washington (district de Columbia), le 26 septembre 1912, et décédé à Palm Desert, le 6 novembre 2002

## Filmographie sélective
- 1948 : Le Fils du désert
- 1949 : La Charge héroïque
- 1955 : Les maraudeurs (en)
- 1956 : La première balle tue  (non crédité)
- 1962 : Les révoltés du Bounty   (non crédité)